# Sobotovice
Sobotovice jsou obec v okrese Brno-venkov v Jihomoravském kraji, v Dyjsko-svrateckém úvalu. Žije zde 641 obyvatel.
Obec leží v blízkosti dálnice D52, vybudované zde na zbytcích nedokončené exteritoriální dálnice Vídeň–Vratislav (tzv. Hitlerova dálnice). Katastrem obce protékají potoky Syrůvka a Šatava, na jejichž březích se rozkládá významný krajinný prvek Sobotovická niva, která je mokřadem s několika vzácnými druhy rostlin i živočichů. Každoročně v měsíci srpnu pořádá obec tradiční krojované Vavřinecké hody.
Jedná se o vinařskou obec ve Velkopavlovické vinařské podoblasti (viniční tratě Stará hora, Na hřebíku, Zahrádka u Bratčic, Za humny, Za vinohrady).

## Historie
Oblast Sobotovic byla osídlena již v pravěku, přičemž nejstarší doklady pocházejí z mladší doby kamenné.
První písemná zmínka o obci je v listině z 23. března 1258, kterou král Přemysl Otakar II. potvrdil výměnu Sobotovic za Sebranice mezi prvním známým vlastníkem Sobotovic Bohušem a břevnovským opatem Martinem, čímž se Sobotovice staly součástí panství rajhradského kláštera, k němuž patřily až do 19. století. V čele obecní správy Sobotovic stáli do roku 1849 vrchností jmenovaný rychtář a dva až tři konšelé.
V minulosti v obci fungovaly i dva vodní mlýny. Podle staršího z nich, zmiňovaného již ve 14. století a zrušeného roku 1887, nacházejícího se u silnice vedoucí do sousední obce Ledce, je pojmenována i bývalá sobotovická místní část „Na Podhrázském“ (dříve zvaná „V Podhrázském“), která kolem mlýna vznikala po jeho zrušení. Poblíž bývalého druhého mlýna, zvaného „Srncův“ a pracujícího do roku 1951, jehož areál koupil před první světovou válkou Ondřej Srnec a dodnes je ve vlastnictví rodiny Srncových, jsou ve vegetaci stále patrné zachované zbytky původního mlýnského náhonu včetně vyschlého koryta, přivádějícího původně vodu z potoka Syrůvky.
Sobotovice byly těžce postiženy třicetiletou válkou, v jejímž důsledku zůstalo roku 1656 obydleno jen devět domů, přestože začátkem 17. století měla vesnice 31 domů. Pohromou pro Sobotovice byly i přesuny rusko-rakouských a francouzských vojsk v období napoleonských válek. Obec byla těžce postižena při požáru, který v ní vypukl 28. července 1811. Další ničivé požáry vypukly v Sobotovicích také v letech 1848, 1872 a 1881. V 19. století opakovaně postihla Sobotovice epidemie cholery.
I přes tyto pohromy se vesnice v tomto období rozvíjela. Roku 1875 byla v Sobotovicích zřízena zpočátku jednotřídní škola, kterou navštěvovaly i děti ze sousedních Ledec. Ta byla roku 1897 rozšířena na dvojtřídní školu. Roku 1884 byla postavena budova obecního úřadu. Roku 1897 byl založen pravděpodobně první sobotovický spolek, jímž byl čtenářsko-pěvecký spolek „Havlíček“. Po jeho zániku jej roku 1905 nahradil odbor Národní jednoty. 17. února 1906 byl v obci založen spolek dobrovolných hasičů. Roku 1913 byla v obci postavena hasičská zbrojnice. 3. srpna 1913 se v obci konala ustavující schůze místního Sokola, jehož činnost byla po roku 1915 v souvislosti s vypuknutím první světové války zcela zastavena a obnovena po vzniku Československé republiky roku 1918.
Roku 1926 byla v obci postavena budova sokolovny. Roku 1927 byla obec elektrifikována připojením na síť západomoravských elektráren. Elektrifikace byla pak dokončena roku 1939 zavedením elektřiny do domů v osadě Podhrázský mlýn. Roku 1928 navštívil obec první československý prezident Tomáš Garrigue Masaryk. Teprve roku 1937 byla postavena silnice do Ledec, o jejíž vybudování si však obec zažádala již roku 1919.
Po Mnichovu se Sobotovice rázem staly pohraniční obcí a v jejím katastru se nacházela celnice. Východní nezastavěná část tehdejšího katastru obce počínaje tzv. „císařskou silnicí“, zahrnující pozemky o rozloze 4503 arů, však byla přes protesty obce připojena k nacistickému Německu, v jejímž rámci se stejně jako sousední obec Ledce později stala součástí Dolnodunajské župy. Roku 1939 se v katastru obce začala budovat německá exteritoriální dálnice Vídeň–Vratislav. Během druhé světové války byly v obci usídleny čtyři rodiny původně rumunských Němců. 8. října 1941 došlo k rozpuštění Sokola. Někteří z jeho členů byli odvlečeni do koncentračních táborů. Počátkem dubna 1945 se k Sobotovicím přiblížila fronta. 18. dubna 1945 byla obec dobyta Rudou armádou, jejíž vojáci se zde pak až do svého odchodu chovali dost divoce a nezdvořile.
Začátkem 60. let 20. století byla část Sobotovické nivy odvodněna, tok Šatavy prohlouben a zregulován, což zde vedlo k poklesu hladiny spodních vod, v jehož důsledku došlo k výraznému úbytku zdejších hodnotných mokřadních společenstev, která byla nahrazena loukami. Katastr obce měl původně výměru 4,7 km². K 1. říjnu 1971 vstoupila v platnost nová katastrální hranice Sobotovic stanovená při technickohospodářském mapování a hranice Sobotovic má od té doby současný průběh. K 1. červenci 1980 byl sobotovický místní národní výbor, spolu s ledeckým a bratčickým, integrován do společného místního národního výboru v Syrovicích, v němž měly Sobotovice 13 zástupců, Ledce 14, Bratčice 21, a Syrovice 24. Od roku 1981 navštěvují děti ze Sobotovic základní školu v Syrovicích.
Za sametové revoluce se v listopadu 1989 dostavili na MNV v Syrovicích zástupci Občanského fóra a přednesli zde požadavky na dezintegraci přidružených obcí. K 1. březnu 1990 opětovně vznikl v Sobotovicích samostatný místní národní výbor, přeměněný v den komunálních voleb 24. listopadu 1990 v obecní úřad. Od roku 1990 také vydává obec vždy koncem roku obecní zpravodaj. V 90. letech 20. století probíhaly v obci opravy a úpravy, byla provedena plynofikace, dokončena povrchová kanalizace, zaveden vodovod, zřízena dětská poradna, opraven památník padlých na návsi, provedena rekonstrukce mostu přes potok Syrůvku.
V polovině 90. let 20. století byly zbytky rozestavěné exteritoriální dálnice využity pro novou dálnici D52. Před stavbou D52 se na vyvýšené části tělesa původní dálnice vyskytovala hustá vegetace, kterou těleso původní dálnice začalo zarůstat již v dobách komunismu. Stěny jednoho z nedokončených mostů nacházejícího se nad silnicí spojující Sobotovice se sousedními obcemi Bratčice a Syrovice byly při stavbě nové komunikace využity pro nový most.

## Dění v obci
V obci působí sbor dobrovolných hasičů, tělocvičná jednota Sokol, hospoda, prodejna se smíšeným zbožím a zemědělské družstvo. Nejvýznamnější firmou v obci byla firma ELKERN K.S., zabývající se výrobou transformátorů. Firma sídlila v budově bývalé základní školy.
Bývalá dvojtřídka byla zrušená v roce roku 1981, žáci zde navštěvovali 1.–4. třídu, od 5. třídy navštěvovali základní školu v Židlochovicích. V současné době navštěvují žáci prvního stupně základní školu v Syrovicích, žáci druhého stupně základní školu v Židlochovicích. Nyní v budově bývalé základní školy vznikla mateřská školka a nová prodejna se smíšeným zbožím.
Po dobu přibližně deseti let měla v Sobotovicích pobočku stavební firma IPOS CZ, která zde na přelomu tisíciletí budovala obecní vodovod, dále byl vybrán a zrealizován její projekt na cyklostezku vedoucí do Ledec, firma se také podílela se na budování kanalizace.
V prvních letech 21. století zastupitelstvo obce ve spolupráci s městským úřadem Židlochovice,do jehož rozšířené působnosti obec spadá, vypracovalo projekt, který má za cíl revitalizaci Sobotovické nivy. Mezi další projekty obce patří například obnova zdejšího hřiště.

## Obyvatelstvo
| Rok            | 1869 | 1880 | 1890 | 1900 | 1910 | 1921 | 1930 | 1950 | 1961 | 1970 | 1980 | 1991 | 2001 | 2011 | 2021 |
| -------------- | ---- | ---- | ---- | ---- | ---- | ---- | ---- | ---- | ---- | ---- | ---- | ---- | ---- | ---- | ---- |
| Počet obyvatel | 353  | 400  | 439  | 512  | 543  | 570  | 611  | 579  | 583  | 596  | 523  | 468  | 483  | 491  | 607  |
| Počet domů     | 60   | 73   | 79   | 90   | 102  | 107  | 140  | 150  | 151  | 161  | 155  | 168  | 174  | 180  | 221  |

Vývoj počtu obyvatel

## Obecní správa

### Obecní symboly
Znak a vlajka byly obci uděleny rozhodnutím předsedy Poslanecké sněmovny Parlamentu České republiky dne 18. března 2003.

## Galerie

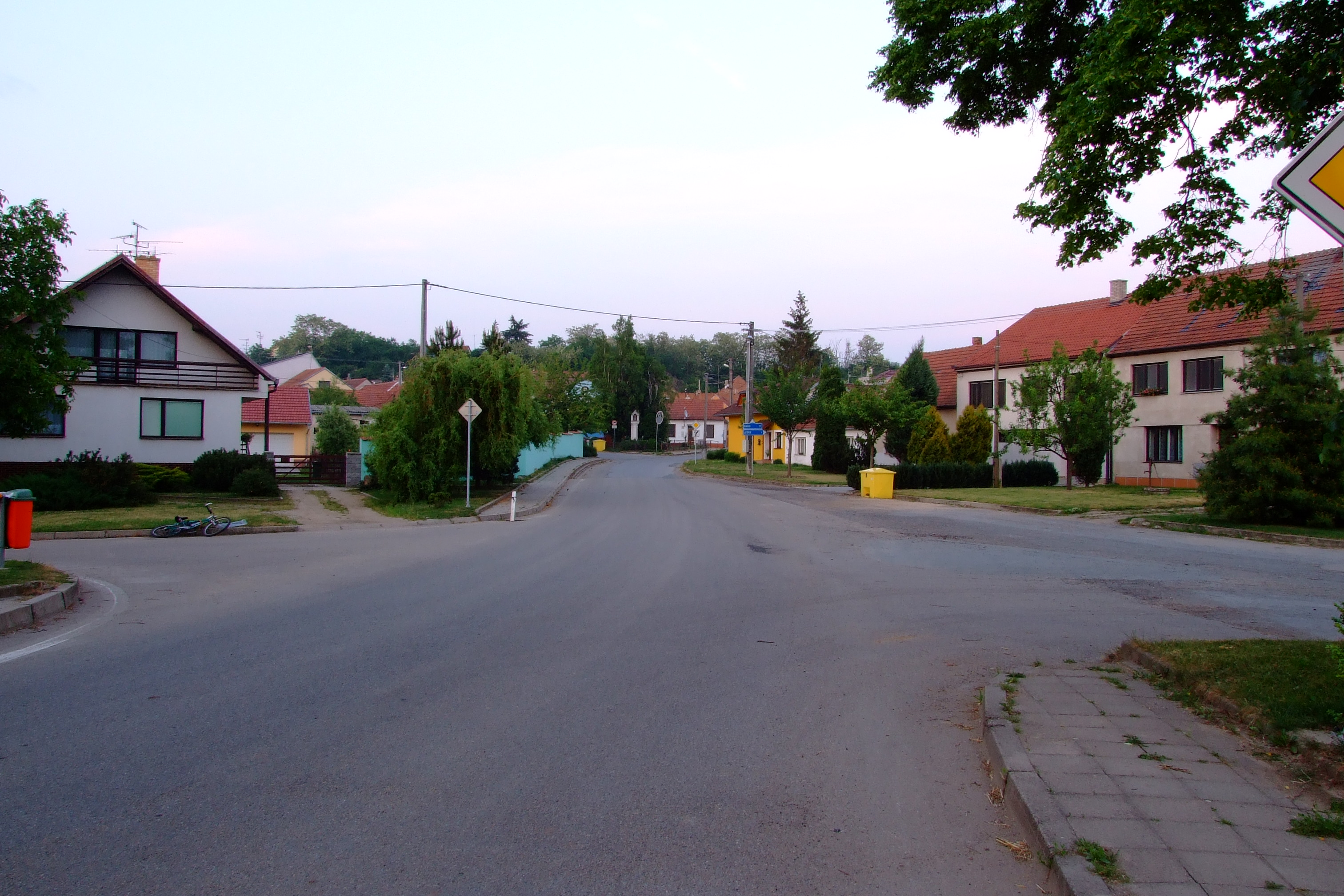
Náves
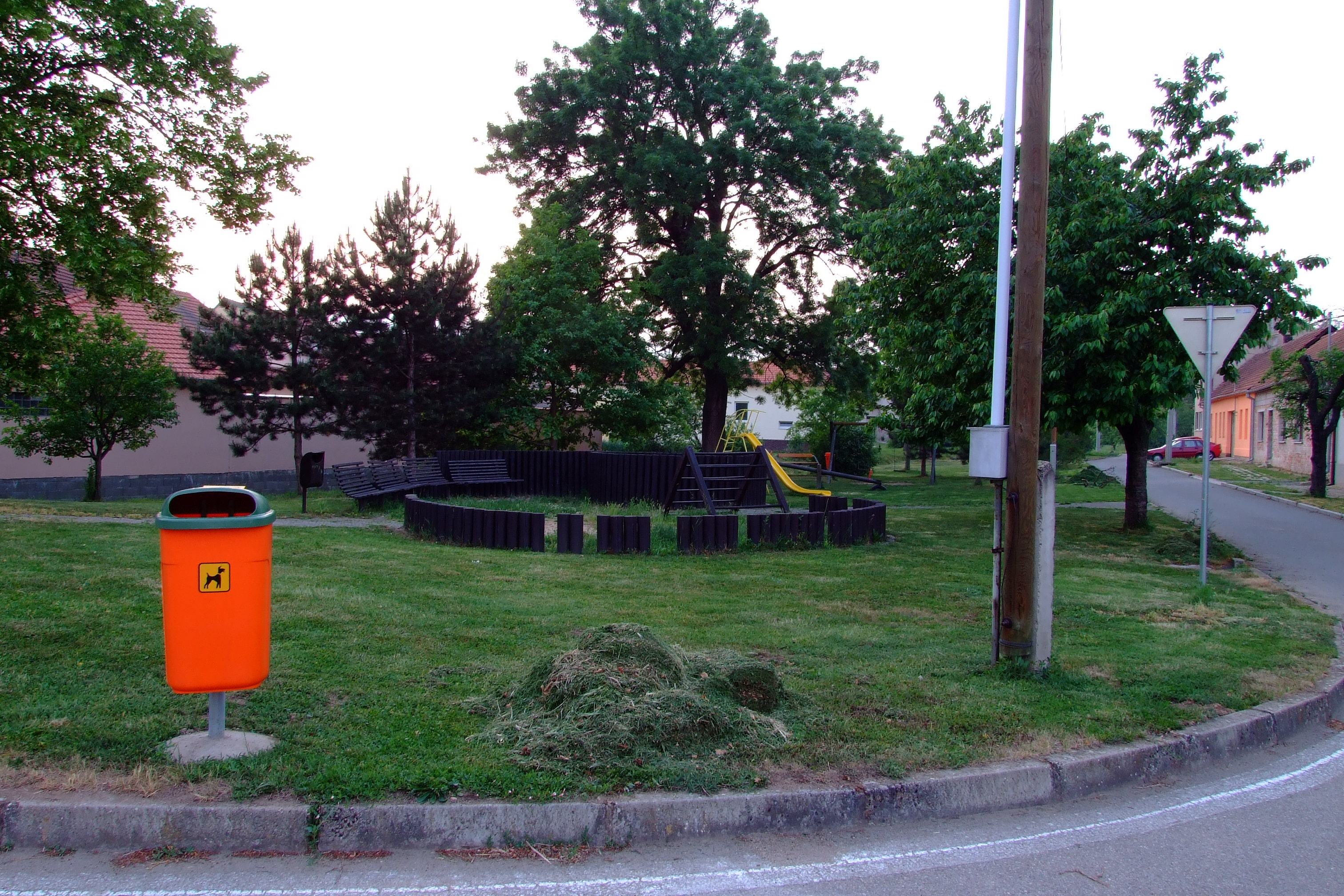
Hřiště
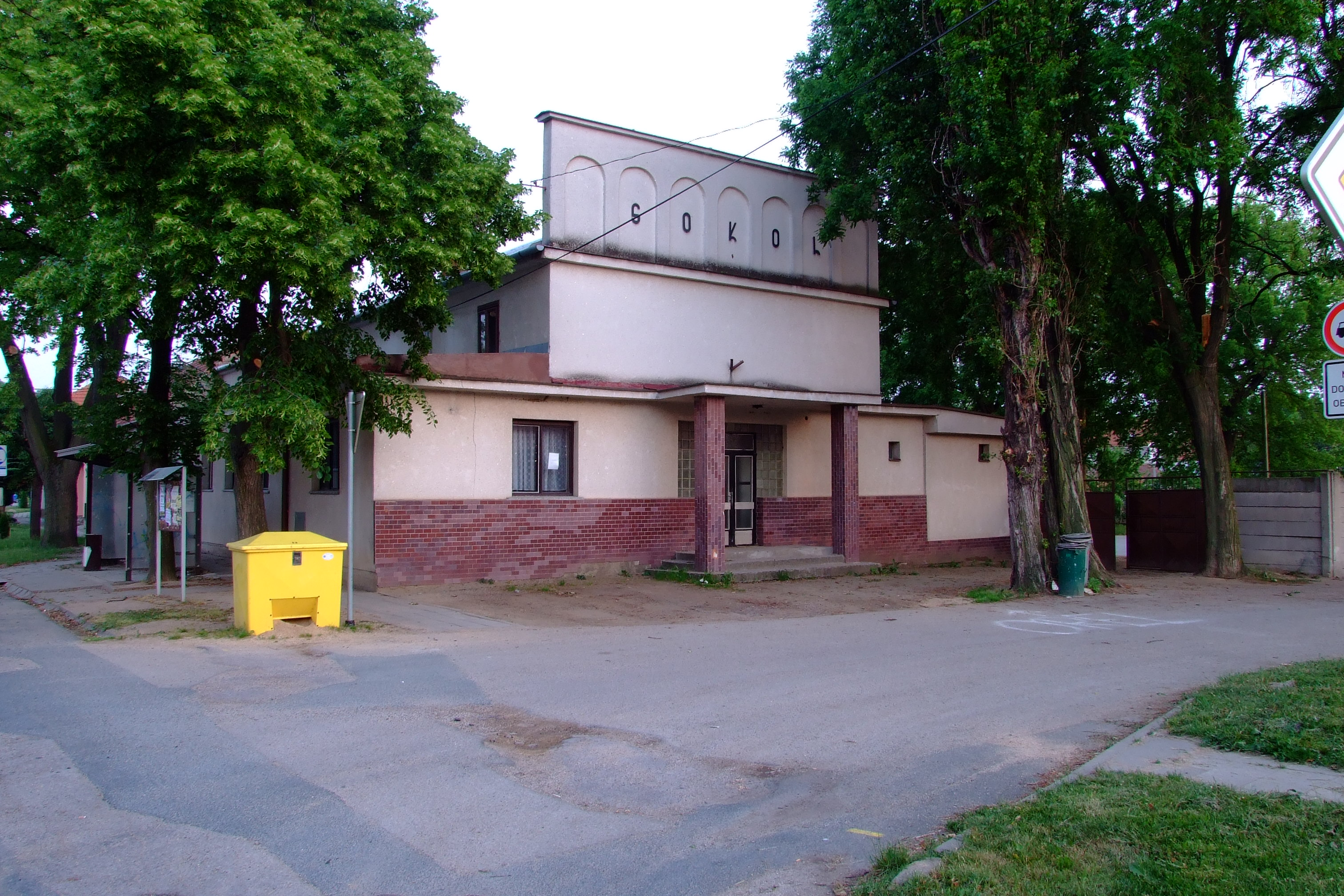
Budova Sokola
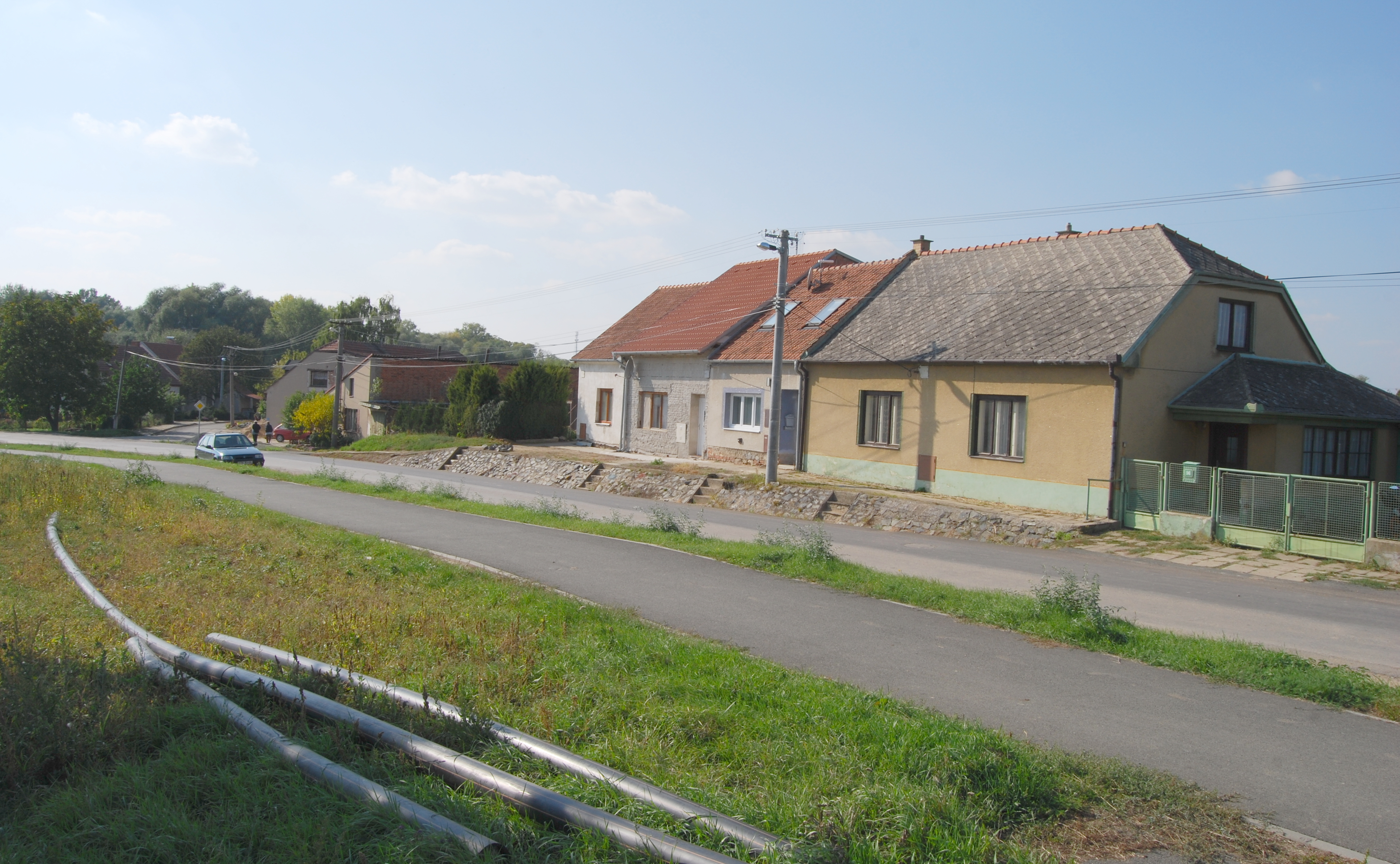
Místní část „Na Podhrázském“
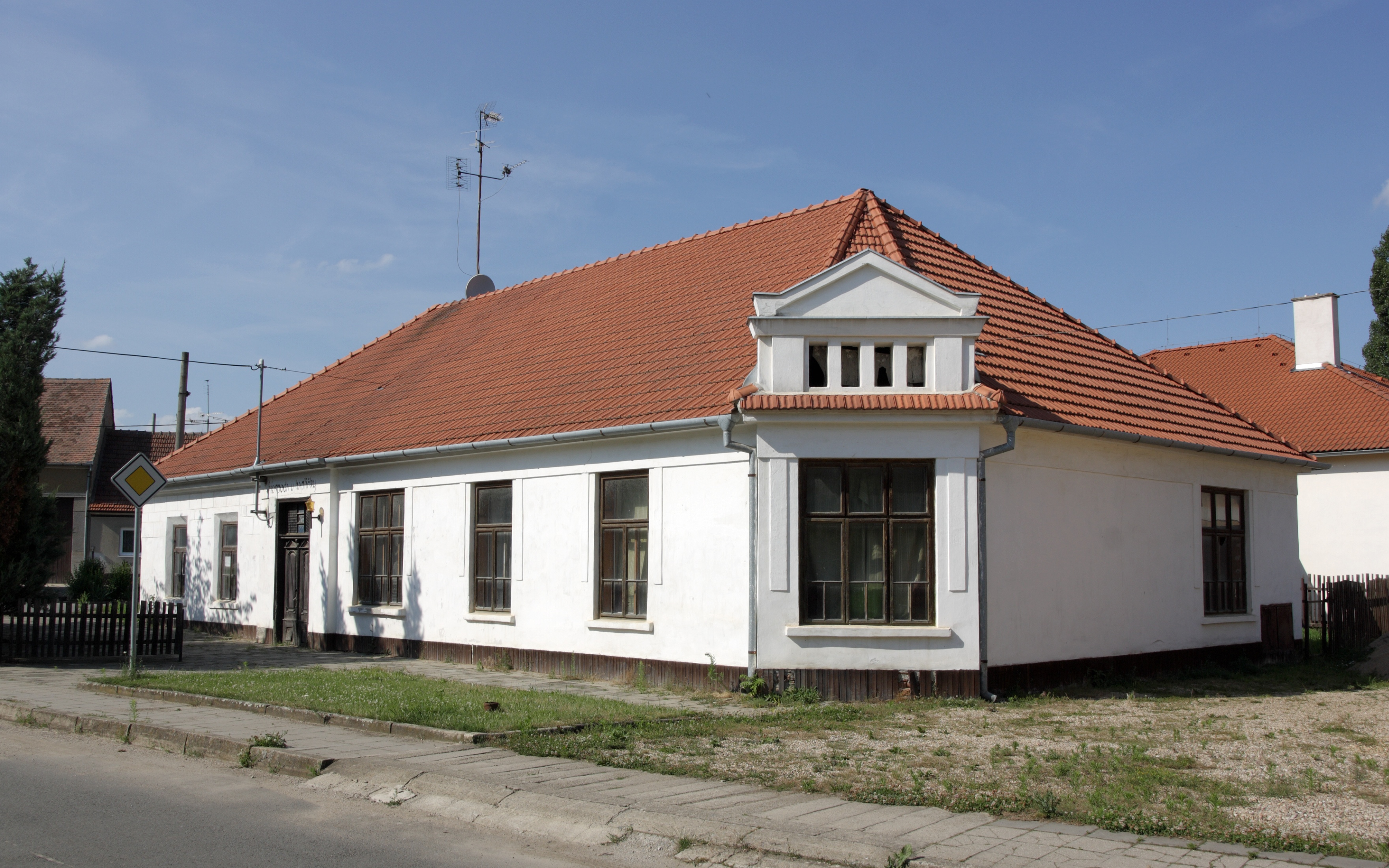
Hospoda U Kapličky